# Forcing (matemàtiques)
En la disciplina matemàtica de la teoria de conjunts, el forcing és una tècnica per demostrar resultats de consistència i d'independència. Intuïtivament, el forcing es pot pensar com una tècnica per expandir l'univers de la teoria de conjunts {\displaystyle V} a un univers més gran {\displaystyle V[G]}mitjançant la introducció d'un nou objecte "genèric" {\displaystyle G}.
El forcing va ser utilitzat per primera vegada per Paul Cohen el 1963, per demostrar la independència de l'axioma d'elecció i de la hipòtesi del continu de la teoria de conjunts de Zermelo-Fraenkel (ZFC). Es va reelaborar i simplificar considerablement en els anys següents, i des de llavors ha servit com una tècnica molt potent, tant en teoria de conjunts com en altres àrees de la lògica matemàtica com la teoria de la recursivitat. La teoria descriptiva de conjunts utilitza les nocions de forcing tant de la teoria de la recursivitat com de la teoria de conjunts. El forcing també s'ha utilitzat en teoria de models, però és comú en teoria de models definir la genericitat directament sense esmentar el forcing.

## Intuïció
El forcing s'utilitza normalment per construir un nou univers expandit que satisfà alguna propietat desitjada. Per exemple, el nou univers podria contenir molts nombres reals nous (almenys {\displaystyle \aleph _{2}} d'ells), identificats amb subconjunts del conjunt {\displaystyle \mathbb {N} } de nombres naturals, que no hi eren a l'antic univers i, per tant, violen la hipòtesi del continu .
Per justificar de manera intuïtiva aquesta expansió, el millor és pensar en el "vell univers" com un model {\displaystyle M} de la teoria de conjunts, que en si mateix és un conjunt en l'"univers real" {\displaystyle V}. Pel teorema de Löwenheim–Skolem, {\displaystyle M} es pot triar com un model que sigui numerable externament, la qual cosa garanteix que hi haurà molts subconjunts (en {\displaystyle V}) de {\displaystyle \mathbb {N} } que no són en {\displaystyle M} . Concretament, hi ha un ordinal {\displaystyle \aleph _{2}^{M}} que "juga el paper del cardinal {\displaystyle \aleph _{2}}" en {\displaystyle M}, però en realitat és numerable en {\displaystyle V}. Treballant en {\displaystyle V}, hauria de ser fàcil trobar un subconjunt de {\displaystyle \mathbb {N} } diferent per cada element de {\displaystyle \aleph _{2}^{M}}. (Per simplificar, aquesta família de subconjunts es pot caracteritzar amb un únic subconjunt {\displaystyle X\subseteq \aleph _{2}^{M}\times \mathbb {N} }.)
Tanmateix, en cert sentit, pot ser desitjable "construir el model ampliat {\displaystyle M[X]} dins de {\displaystyle M}". Això ajudaria a garantir que {\displaystyle M[X]} "s'assemblés" a {\displaystyle M} en determinats aspectes, com ara en que {\displaystyle \aleph _{2}^{M[X]}} fos el mateix que {\displaystyle \aleph _{2}^{M}} (de manera més general, que el col·lapse d'aquest cardinal no es produís), i d'aquesta manera permetre un control més minuciós de les propietats de {\displaystyle M[X]}. Més concretament, a cada membre de {\displaystyle M[X]} se li assigna un nom (no únic) en {\displaystyle M}. El nom es pot pensar com una expressió en termes de {\displaystyle X}, igual que en una extensió simple de camp {\displaystyle L=K(\theta )} cada element de {\displaystyle L} es pot expressar en termes de {\displaystyle \theta } . Un component important del forcing és la possibilitat de manipular aquests noms dins de {\displaystyle M}, així que de vegades pot ser útil pensar directament en {\displaystyle M} com "l'univers", sabent que la teoria del forcing garanteix que {\displaystyle M[X]} correspondrà a un model real.
Un punt subtil del forcing és que, si aquest {\displaystyle X} (un subconjunt de {\displaystyle M} que no és element de {\displaystyle M}) es pren de forma arbitrària, pot ser que el {\displaystyle M[X]} construït "dins de {\displaystyle M}" ni tan sols sigui un model. Això és perquè {\displaystyle X} pot codificar informació "especial" sobre {\displaystyle M} que és invisible dins de {\displaystyle M} (per exemple, la numerabilitat de {\displaystyle M}), i així demostrar l'existència de conjunts que són "massa complexos perquè {\displaystyle M} els pugui descriure".  
El forcing evita aquests problemes requerint que el conjunt recentment introduït {\displaystyle X} sigui un conjunt genèric relatiu a {\displaystyle M}. Alguns enunciats són "forçats" a complir-se per a qualsevol genèric {\displaystyle X} : Per exemple, un genèric {\displaystyle X} està "forçat" a ser infinit. A més, qualsevol propietat (definible en {\displaystyle M}) d'un conjunt genèric està "forçada" a complir-se sota alguna condició del forcing . El concepte de "forçar" es pot definir dins de {\displaystyle M}, i dóna a {\displaystyle M} prou força de raonament per demostrar que {\displaystyle M[X]} és de fet un model que compleix les propietats desitjades.
La tècnica original de Cohen, ara anomenada forcing ramificat, és lleugerament diferent del forcing no ramificat que s'exposa aquí. El forcing és també equivalent al mètode dels models amb valors booleans, que alguns consideren conceptualment més natural i intuïtiu, però normalment molt més difícil d'aplicar. 

### El paper del model
Perquè el plantejament anterior funcioni sense problemes, {\displaystyle M} de fet, ha de ser un model transitiu estàndard en {\displaystyle V}, de manera que la relació de pertinença i altres nocions elementals es puguin manejar de manera intuïtiva en tots dos {\displaystyle M} i {\displaystyle V}. Un model transitiu estàndard es pot obtenir a partir de qualsevol model estàndard mitjançant el lema del col·lapse de Mostowski, però l'existència de qualsevol model estàndard de {\displaystyle {\mathsf {ZFC}}} (o qualsevol variant d'aquesta teoria) és en si mateix una assumpció més forta que la de la consistència de {\displaystyle {\mathsf {ZFC}}} .
Cada "condició" d'una noció de forcing és un tros d'informació finita: la idea és que només una quantitat finita de trossos d'informació són rellevants per a la consistència, ja que, segons el teorema de la compacitat, una teoria és satisfacible si i només si tots els subconjunts finits dels seus axiomes són satisfacibles. Aleshores podem triar un conjunt infinit de condicions consistents per estendre el nostre model. Per tant, assumint la consistència de {\displaystyle {\mathsf {ZFC}}}, demostrem la consistència de {\displaystyle {\mathsf {ZFC}}} estesa per aquest conjunt infinit.

## Forcing
Cada condició de forcing es pot considerar com un fragment finit d'informació sobre l'objecte {\displaystyle X} afegit al model. Hi ha moltes maneres diferents de proporcionar informació sobre un objecte, que donen lloc a diferents nocions de forcing. Un enfocament general per formalitzar les nocions de forcing és considerar les condicions de forcing com a objectes abstractes amb una estructura de conjunt parcialment ordenat.
La noció de forcing no trivial més senzilla és {\displaystyle (\operatorname {Fin} (\omega ,2),\supseteq ,0)}, el conjunt de les funcions parcials finites de {\displaystyle \omega } a {\displaystyle 2~{\stackrel {\text{df}}{=}}~\{0,1\}} ordenat amb la inclusió inversa.
- Per a tota {\displaystyle p\in \mathbb {P} }, hi ha {\displaystyle q,r\in \mathbb {P} } tals que {\displaystyle q,r\leq p}, i no existeix cap {\displaystyle s\in \mathbb {P} } tal que {\displaystyle s\leq q,r}.

En altres paraules, ha de ser possible estendre qualsevol condició de forcing {\displaystyle p} en almenys dues direccions incompatibles. Intuïtivament, la necessitat de la condició de divisió rau en el fet que {\displaystyle p} és només un fragment finit d'informació, mentre que es necessita un quantitat infinita d'informació per determinar {\displaystyle X} .
Hi ha diverses convencions en ús. Alguns autors requereixen que l'ordre {\displaystyle \leq } sigui també antisimètric, de manera que la relació sigui un ordre parcial. Alguns utilitzen el terme ordre parcial de totes maneres, en conflicte amb la terminologia estàndard, mentre que alguns utilitzen el terme preordre. L'element més gran {\displaystyle \mathbf {1} } és prescindible. Molts matemàtics israelians com Saharon Shelah i els seus coautors utilitzen l'ordre invers.

### Exemples
Sigui {\displaystyle S} qualsevol conjunt infinit (com ara {\displaystyle \mathbb {N} } ), i sigui l'objecte genèric en qüestió un nou subconjunt {\displaystyle X\subseteq S}. En la formulació original de Cohen del forcing, cada condició de forcing és un conjunt finit de sentències, bé de la forma {\displaystyle a\in X} o bé de la forma {\displaystyle a\notin X}, que són auto-consistents (és a dir, {\displaystyle a\in X} i {\displaystyle a\notin X} pel mateix valor de {\displaystyle a} no apareixen en la mateixa condició). Aquesta noció de forcing se sol anomenar forcing de Cohen .
La noció de forcing pel forcing de Cohen es pot escriure formalment com {\displaystyle (\operatorname {Fin} (S,2),\supseteq ,0)}, les funcions parcials finites de {\displaystyle S} a {\displaystyle 2~{\stackrel {\text{df}}{=}}~\{0,1\}} sota inclusió inversa . El forcing de Cohen satisfà la condició de divisió perquè donada qualsevol condició {\displaystyle p}, sempre es pot trobar un element {\displaystyle a\in S} no esmentat en {\displaystyle p}, i afegir la sentència {\displaystyle a\in X} o {\displaystyle a\notin X} a {\displaystyle p} per aconseguir dues noves condicions de forcing, incompatibles entre si.
Un altre exemple de noció de forcing que pot ser instructiu és {\displaystyle (\operatorname {Bor} (I),\subseteq ,I)}, on {\displaystyle I=[0,1]} i {\displaystyle \operatorname {Bor} (I)} és la col·lecció de subconjunts de Borel de {\displaystyle I} amb mesura de Lebesgue no nul·la. L'objecte genèric associat a aquesta noció de forcing és un nombre real aleatori {\displaystyle r\in [0,1]}. Es pot demostrar que {\displaystyle r} es membre de tots els subconjunts de Borel de {\displaystyle [0,1]} amb mesura 1, sempre que el subconjunt de Borel estigui "descrit" a l'univers original no expandit (això es pot formalitzar amb el concepte de codis de Borel). Cada condició de forcing es pot considerar com un esdeveniment aleatori amb probabilitat igual a la seva mesura. A causa de la fàcil intuïció que aquest exemple pot proporcionar, de vegades s'utilitza un llenguatge probabilístic amb altres nocions de forcing divergents.

## Filtres genèrics
Tot i que cada condició de forcing individual {\displaystyle p} no pot determinar completament l'objecte genèric {\displaystyle X}, el conjunt {\displaystyle G\subseteq \mathbb {P} } de totes les condicions de forcing "reals" determina {\displaystyle X}. De fet, sense pèrdua de generalitat, {\displaystyle G} es considera comunament com l'objecte genèric afegit a {\displaystyle M}, motiu pel qual denotem el model expandit com {\displaystyle M[G]}. En general, és fàcil demostrar que l'objecte originalment desitjat {\displaystyle X} és efectivament en el model {\displaystyle M[G]}.
Sota aquesta convenció, el concepte d'"objecte genèric" es pot descriure de manera general. Concretament, el conjunt {\displaystyle G} ha de ser un filtre genèric en {\displaystyle \mathbb {P} } relatiu a {\displaystyle M}. La condició de "filtre" es tradueix en que {\displaystyle G} és, efectivament, un conjunt de condicions de forcing "reals":
- {\displaystyle G\subseteq \mathbb {P} ;}
- si {\displaystyle p,q\in \mathbb {P} }, {\displaystyle p\leq q} i {\displaystyle q\in G}, llavors {\displaystyle p\in G;}
- si {\displaystyle p,q\in G}, llavors existeix un {\displaystyle r\in G} tal que {\displaystyle r\leq p,q.}

Per {\displaystyle G} ser "genèric amb relació a {\displaystyle M} " significa:
- Si {\displaystyle D\in M} és un subconjunt "dens" de {\displaystyle \mathbb {P} } (és a dir, per a tota {\displaystyle p\in \mathbb {P} }, existeix una {\displaystyle q\in D} tal que {\displaystyle q\leq p}), aleshores {\displaystyle G\cap D\neq \varnothing }.

Donat un model numerable {\displaystyle M}, l'existència d'un filtre genèric {\displaystyle G} se segueix del lema Rasiowa–Sikorski. De fet, un resultat una mica més fort és cert: donada una condició {\displaystyle p\in \mathbb {P} }, es pot trobar un filtre genèric {\displaystyle G} tal que {\displaystyle p\in G}. A causa de la condició de divisió per {\displaystyle \mathbb {P} }, si {\displaystyle G} és un filtre, llavors {\displaystyle \mathbb {P} \setminus G} és un subconjunt dens de {\displaystyle \mathbb {P} }. Per tant, si {\displaystyle G} fos un element de {\displaystyle M}, llavors {\displaystyle \mathbb {P} \setminus G} també ho seria, ja que {\displaystyle M} és un model de {\displaystyle {\mathsf {ZFC}}}, i per genericitat tindríem {\displaystyle G\cap (\mathbb {P} \setminus G)\neq \varnothing }. És per aquest motiu, que no hi pot haver filtres genèric per {\displaystyle M} que, a la vegada, siguin membres de {\displaystyle M}.

## P{\displaystyle \mathbb {P} }-noms i interpretacions
Tota noció de forcing {\displaystyle \mathbb {P} } té associada la classe {\displaystyle V^{\mathbb {P} }} de {\displaystyle \mathbb {P} }-noms. Un {\displaystyle \mathbb {P} }-nom és un conjunt {\displaystyle A} de la forma
{\displaystyle A\subseteq \{(u,p)\mid u\in V^{\mathbb {P} }~{\text{i}}~p\in \mathbb {P} \}.}
Donat qualsevol filtre {\displaystyle G} en {\displaystyle \mathbb {P} }, la interpretació o avaluació d'un {\displaystyle \mathbb {P} }-nom {\displaystyle u} ve donada per
{\displaystyle \operatorname {val} (u,G)=\{\operatorname {val} (v,G)\mid \exists p\in G{\text{ tal que}}~(v,p)\in u\}.}
La classe dels {\displaystyle \mathbb {P} }-noms és, de fet, una expansió de l'univers. Donat {\displaystyle x\in V}, podem definir el nom estàndard {\displaystyle {\check {x}}} de {\displaystyle x} com el {\displaystyle \mathbb {P} }-nom
{\displaystyle {\check {x}}=\{({\check {y}},\mathbf {1} )\mid y\in x\}.}
Com que {\displaystyle \mathbf {1} \in G}, se segueix que {\displaystyle \operatorname {val} ({\check {x}},G)=x}. Per tant, la interpretació de {\displaystyle {\check {x}}} no depèn de l'elecció específica de {\displaystyle G}.
De forma similar, també podem definir el nom canònic pel filtre genèric sense fer referència explícita a {\displaystyle G}:
{\displaystyle {\underline {G}}=\{({\check {p}},p)\mid p\in \mathbb {P} \}.}
Observem que {\displaystyle \operatorname {val} ({\underline {G}},G)=\{\operatorname {val} ({\check {p}},G)\mid p\in G\}=G}.

### Definicions rigoroses
Els conceptes de {\displaystyle \mathbb {P} }-noms, interpretacions i {\displaystyle {\check {x}}} es poden definir per recursió transfinita. Amb {\displaystyle \varnothing } el conjunt buit, {\displaystyle \alpha +1} l' ordinal successor de l'ordinal {\displaystyle \alpha }, {\displaystyle {\mathcal {P}}} l'operador potència, i {\displaystyle \lambda } un ordinal límit, definim la jerarquia següent:
{\displaystyle {\begin{aligned}\operatorname {Name} (\varnothing )&=\varnothing ,\\\operatorname {Name} (\alpha +1)&={\mathcal {P}}(\operatorname {Name} (\alpha )\times \mathbb {P} ),\\\operatorname {Name} (\lambda )&=\bigcup \{\operatorname {Name} (\alpha )\mid \alpha <\lambda \}.\end{aligned}}}
Llavors la classe de {\displaystyle \mathbb {P} }-noms es defineix com
{\displaystyle V^{\mathbb {P} }=\bigcup \{\operatorname {Name} (\alpha )~|~\alpha ~{\text{un ordinal}}\}.}
La interpretació de {\displaystyle \mathbb {P} }-noms i el mapa {\displaystyle x\mapsto {\check {x}}} es poden definir amb una construcció jeràrquica de forma similar.

## Condicions de forcing i nocions de forcing
Donat un filtre genèric {\displaystyle G\subseteq \mathbb {P} }, es procedeix de la següent manera. La subclasse de {\displaystyle \mathbb {P} }-noms en {\displaystyle M} es denota {\displaystyle M^{\mathbb {P} }}. Definim
{\displaystyle M[G]=\left\{\operatorname {val} (u,G)~{\Big |}~u\in M^{\mathbb {P} }\right\}.}
Per reduir l'estudi de la teoria de {\displaystyle M[G]} a la de {\displaystyle M}, es treballa amb el "llenguatge del forcing", que es construeix com la lògica de primer ordre ordinària, amb la relació de pertinença com a relació binària i tots els {\displaystyle \mathbb {P} }-noms com a constants. La relació de forcing, denotada {\displaystyle \Vdash _{M,\mathbb {P} }}, que relaciona condicions de {\displaystyle \mathbb {P} } i fórmules en el llenguatge del forcing (involucrant {\displaystyle \mathbb {P} }-noms), en ens permet determinar quines fórmules seran certes en {\displaystyle M[G]} un cop posem una condició en el genèric {\displaystyle G}.

Formalment, donades una condició {\displaystyle p\in \mathbb {P} }, una fórmula {\displaystyle \varphi } en el llenguatge del forcing, i {\displaystyle \mathbb {P} }-noms {\displaystyle u_{i}}, per {\displaystyle i\leq n}, definim  {\displaystyle p\Vdash _{M,\mathbb {P} }\varphi (u_{0},\ldots ,u_{n})} (es llegeix com a " {\displaystyle p} força {\displaystyle \varphi } en el model {\displaystyle M} amb poset {\displaystyle \mathbb {P} }") com {\displaystyle M[G]\models \varphi (\operatorname {val} (u_{0},G),\ldots ,\operatorname {val} (u_{n},G))}, on {\displaystyle G\subseteq \mathbb {P} } és un filtre genèric qualsevol que conté {\displaystyle p}. El cas especial {\displaystyle \mathbf {1} \Vdash _{M,\mathbb {P} }\varphi } sovint s'escriu com " {\displaystyle \mathbb {P} \Vdash _{M,\mathbb {P} }\varphi }" o simplement "{\displaystyle \Vdash _{M,\mathbb {P} }\varphi }". En aquest cas, aquestes fórmules són certes en {\displaystyle M[G]}, independentment del genèric {\displaystyle G}.
El que és important és que aquesta definició externa (en {\displaystyle M[G]}) de la relació de forcing {\displaystyle p\Vdash _{M,\mathbb {P} }\varphi } és equivalent a una definició interna dins de {\displaystyle M}, definida per inducció transfinita (específicament <span about="#mwt495" class="mwe-math-element" data-mw="{&quot;name&quot;:&quot;math&quot;,&quot;attrs&quot;:{},&quot;body&quot;:{&quot;extsrc&quot;:&quot;\\in&quot;}}" id="8" typeof="mw:Extension/math"><span class="mwe-math-mathml-inline mwe-math-mathml-a11y" style="display: none;"><math xmlns="http://www.w3.org/1998/Math/MathML">
 <semantics>
  <mrow class="MJX-TeXAtom-ORD">
   <mstyle displaystyle="true" scriptlevel="0">
    <mo>∈</mo>
   </mstyle>
  </mrow>
  <annotation encoding="application/x-tex">{\displaystyle \in }</annotation>
 </semantics>
</math></span><img alt="{\displaystyle \in }" aria-hidden="true" class="mwe-math-fallback-image-inline mw-invert skin-invert" data-cx="{&quot;adapted&quot;:false}" src="https://wikimedia.org/api/rest_v1/media/math/render/svg/6fe4d5b0a594c1da89b5e78e7dfbeed90bdcc32f" style="vertical-align: -0.338ex; width:1.55ex; height:1.843ex;"></span> -inducció) sobre els {\displaystyle \mathbb {P} }-noms en instàncies de {\displaystyle u\in v} i {\displaystyle u=v}, i després per inducció ordinària sobre la complexitat de les fórmules. La conseqüència d'això és que totes les propietats de {\displaystyle M[G]} són realment propietats de {\displaystyle M}, i la verificació de {\displaystyle {\mathsf {ZFC}}} en {\displaystyle M[G]} esdevé molt més simple. Podem resumir tot això en les tres propietats clau següents:
- Veritat: {\displaystyle M[G]\models \varphi (\operatorname {val} (u_{0},G),\ldots ,\operatorname {val} (u_{n},G))} si i només si per alguna condició {\displaystyle p\in G}, tenim {\displaystyle p\Vdash _{M,\mathbb {P} }\varphi (u_{0},\ldots ,u_{n})}.
- Definibilitat: l'enunciat "{\displaystyle p\Vdash _{M,\mathbb {P} }\varphi (u_{0},\ldots ,u_{n})}" és definible en {\displaystyle M}.
- Coherència: si {\displaystyle p\Vdash _{M,\mathbb {P} }\varphi (u_{0},\ldots ,u_{n})} i {\displaystyle q\leq p}, llavors {\displaystyle q\Vdash _{M,\mathbb {P} }\varphi (u_{0},\ldots ,u_{n})}.

### Definició interna
Hi ha moltes maneres diferents però equivalents de definir la relació de forcing {\displaystyle \Vdash _{M,\mathbb {P} }} en {\displaystyle M}. Una manera de simplificar la definició és definir primer una relació de forcing modificada {\displaystyle \Vdash _{M,\mathbb {P} }^{*}} que és estrictament més forta que {\displaystyle \Vdash _{M,\mathbb {P} }}. La relació modificada {\displaystyle \Vdash _{M,\mathbb {P} }^{*}} continua satisfent les tres propietats clau del forcing, però {\displaystyle p\Vdash _{M,\mathbb {P} }^{*}\varphi } i {\displaystyle p\Vdash _{M,\mathbb {P} }^{*}\varphi '} no són necessàriament equivalents encara que les fórmules de primer ordre {\displaystyle \varphi } i {\displaystyle \varphi '} siguin equivalents. Aleshores, la relació de forcing no modificada es pot definir com {\displaystyle p\Vdash _{M,\mathbb {P} }\varphi \iff p\Vdash _{M,\mathbb {P} }^{*}\neg \neg \varphi .} De fet, Cohen fonamenta la concepció original del forcing essencialment en la relació modificada {\displaystyle \Vdash _{M,\mathbb {P} }^{*}} més que no pas {\displaystyle \Vdash _{M,\mathbb {P} }}.
La relació de foring modificada {\displaystyle \Vdash _{M,\mathbb {P} }^{*}} es pot definir recursivament de la següent manera:
1. {\displaystyle p\Vdash _{M,\mathbb {P} }^{*}u\in v} es defineix com {\displaystyle (\exists (w,q)\in v)(q\geq p\wedge p\Vdash _{M,\mathbb {P} }^{*}w=u).}
2. {\displaystyle p\Vdash _{M,\mathbb {P} }^{*}u\neq v} es defineix com {\displaystyle (\exists (w,q)\in v)(q\geq p\wedge p\Vdash _{M,\mathbb {P} }^{*}w\notin u)\vee (\exists (w,q)\in u)(q\geq p\wedge p\Vdash _{M,\mathbb {P} }^{*}w\notin v).}
3. {\displaystyle p\Vdash _{M,\mathbb {P} }^{*}\neg \varphi } es defineix com {\displaystyle \neg (\exists q\leq p)(q\Vdash _{M,\mathbb {P} }^{*}\varphi ).}
4. {\displaystyle p\Vdash _{M,\mathbb {P} }^{*}(\varphi \vee \psi )} es defineix com {\displaystyle (p\Vdash _{M,\mathbb {P} }^{*}\varphi )\vee (p\Vdash _{M,\mathbb {P} }^{*}\psi ).}
5. {\displaystyle p\Vdash _{M,\mathbb {P} }^{*}\exists x\,\varphi (x)} es defineix com {\displaystyle (\exists u\in M^{(\mathbb {P} )})(p\Vdash _{M,\mathbb {P} }^{*}\varphi (u)).}

Altres símbols del llenguatge del forcing es poden definir en termes d'aquests símbols: Per exemple, {\displaystyle u=v} significa {\displaystyle \neg (u\neq v)}, {\displaystyle \forall x\,\varphi (x)} significa {\displaystyle \neg \exists x\,\neg \varphi (x)}, etc. Els casos 1 i 2 depenen l'un de l'altre i del cas 3, però la recursivitat sempre es refereix a {\displaystyle \mathbb {P} }-noms amb rangs inferiors, de manera que la inducció transfinita permet que la definició tingui sentit.
Per construcció, {\displaystyle \Vdash _{M,\mathbb {P} }^{*}} (i, per tant, {\displaystyle \Vdash _{M,\mathbb {P} }}) compleix automàticament la propietat de Definibilitat. La prova de que {\displaystyle \Vdash _{M,\mathbb {P} }^{*}} també satisfà les propietats de Veritat i Coherència és per inducció, inspeccionant cadascun dels cinc casos anteriors individualment. Els casos 4 i 5 són trivials (gràcies a l'elecció de {\displaystyle \vee } i {\displaystyle \exists } com a símbols elementals), els casos 1 i 2 es basen només en el supòsit que {\displaystyle G} és un filtre, i el cas 3 és l'únic que requereix que {\displaystyle G} sigui un filtre genèric.
Formalment, una definició interna de la relació de forcing (com la presentada anteriorment) és en realitat una transformació d'una fórmula arbitrària {\displaystyle \varphi (x_{0},\dots ,x_{n})} a una altra fórmula {\displaystyle p\Vdash _{\mathbb {P} }\varphi (u_{0},\dots ,u_{n})} on {\displaystyle p} i {\displaystyle \mathbb {P} } són variables addicionals. El model {\displaystyle M} no apareix explícitament en la transformació (tingueu en compte que dins {\displaystyle M}, {\displaystyle u\in M^{\mathbb {P} }} només vol dir "{\displaystyle u} és un {\displaystyle \mathbb {P} }-nom"), i de fet es pot prendre aquesta transformació com una definició "sintàctica" de la relació de forcing en l'univers {\displaystyle V} de tots els conjunts, independentment de qualsevol model transitiu numerable. Tanmateix, si es vol forçar respecte un model transitiu numerable {\displaystyle M}, llavors aquesta última fórmula s'ha d'interpretar en {\displaystyle M} (és a dir, amb tots els quantificadors restringits a {\displaystyle M}). En aquest cas coincideix amb la definició "semàntica" externa de {\displaystyle \Vdash _{M,\mathbb {P} }} descrita a la part superior d'aquesta secció:
Per a qualsevol fórmula {\displaystyle \varphi (x_{0},\dots ,x_{n})} hi ha un teorema {\displaystyle T} de la teoria {\displaystyle {\mathsf {ZFC}}} (per exemple, la conjunció d'un nombre finit d'axiomes) tal que per a qualsevol model transitiu numerable {\displaystyle M} tal que {\displaystyle M\models T}, qualsevol ordre parcial sense àtoms {\displaystyle \mathbb {P} \in M} i qualsevol filtre genèric {\displaystyle G\subseteq \mathbb {P} } sobre {\displaystyle M}{\displaystyle (\forall a_{0},\ldots ,a_{n}\in M^{\mathbb {P} })(\forall p\in \mathbb {P} )(p\Vdash _{M,\mathbb {P} }\varphi (a_{0},\dots ,a_{n})\,\Leftrightarrow \,M\models p\Vdash _{\mathbb {P} }\varphi (a_{0},\dots ,a_{n})).}
És en aquest sentit què la relació de forcing és realment "definible en {\displaystyle M}".

## Consistència
La discussió anterior es pot resumir en el resultat fonamental de consistència que diu que, donada una noció de forcing {\displaystyle \mathbb {P} }, podem suposar l'existència d'un filtre genèric {\displaystyle G}, no pertanyent a l'univers {\displaystyle V}, tal que {\displaystyle V[G]} torna a ser un univers de la teoria de conjunts que modela {\displaystyle {\mathsf {ZFC}}}. A més, totes les veritats en {\displaystyle V[G]} es pot reduir a veritats en {\displaystyle V} que impliquen la relació de forcing.
Tots dos estils, afegir {\displaystyle G} a un model transitiu numerable {\displaystyle M} o bé a tot l'univers {\displaystyle V}, s'utilitzen habitualment. Menys comú és l'enfocament que utilitza la definició "interna" del forcing, en el qual no es fa menció dels models de la teoria de conjunts. Aquest va ser el mètode original de Cohen.

## Forcing de Cohen
Això encara no demostra la consistència de la negació de la hipòtesi del continu. Cal demostrar que no s'han introduït noves funcions surjectives entre {\displaystyle \omega } i {\displaystyle \omega _{1}}, o {\displaystyle \omega _{1}} i {\displaystyle \omega _{2}}. Per exemple, si es considera en canvi {\displaystyle \operatorname {Fin} (\omega ,\omega _{1})}, el conjunt de funcions parcials finites de {\displaystyle \omega } a {\displaystyle \omega _{1}}, el primer ordinal no numerable, ordenat amb la inclusió inversa, llavors en {\displaystyle V[G]} hi ha una bijecció entre {\displaystyle \omega } i {\displaystyle \omega _{1}}. En altres paraules, {\displaystyle \omega _{1}} s'ha col·lapsat i, a l'extensió de forcing, és un ordinal numerable.
Donat un filtre genèric {\displaystyle G}, si {\displaystyle p} i {\displaystyle q} ambdós pertanyen a {\displaystyle G}, llavors {\displaystyle p\cup q} també és una condició, ja que {\displaystyle G} és un filtre. Per tant, {\displaystyle g=\bigcup G} és una funció parcial ben definida de {\displaystyle \omega } a {\displaystyle 2}, ja que qualsevol parella de condicions en {\displaystyle G} coincideixen en la part comuna dels seus dominis.
De fet, {\displaystyle g} és una funció total. Donada {\displaystyle n\in \omega }, defineix el conjunt {\displaystyle D_{n}=\{p\mid n\in \operatorname {dom} (p)\}}. És fàcil veure que {\displaystyle D_{n}} és un conjunt dens: donada qualsevol {\displaystyle p}, si {\displaystyle n} no pertany al domini de {\displaystyle p}, podem estendre {\displaystyle p} afegint un valor qualsevol per {\displaystyle n} (la condició resultant pertany a {\displaystyle D_{n}}). Una condició {\displaystyle p\in G\cap D_{n}} té {\displaystyle n} en el seu domini, i com que {\displaystyle p\subseteq g}, podem concloure que {\displaystyle g(n)} està definida.
Donada {\displaystyle X={g^{-1}}[1]}, és possible donar-li un nom a {\displaystyle X} directament:
{\displaystyle {\underline {X}}=\left\{\left({\check {n}},p\right)\mid p(n)=1\right\}.}
Aleshores {\displaystyle \operatorname {val} ({\underline {X}},G)=X.} Ara suposem que {\displaystyle A\subseteq \omega } en {\displaystyle V}. Veurem que {\displaystyle X\neq A}. Definim
{\displaystyle D_{A}=\{p\mid (\exists n)(n\in \operatorname {Dom} (p)\land (p(n)=1\iff n\notin A))\}.}
Aleshores {\displaystyle D} és dens, i {\displaystyle G\cap D\neq \varnothing } si i només si {\displaystyle G\cap A\neq \varnothing }. D'altra banda, donat un conjunt dens {\displaystyle D}, el lema de Zorn mostra que existeix una anticadena maximal {\displaystyle A\subseteq D}, i aleshores {\displaystyle G\cap D\neq \varnothing } si i només si {\displaystyle G\cap A\neq \varnothing } .
Substituint {\displaystyle \omega } per {\displaystyle \omega \times \omega _{2}}, és a dir, considerant funcions parcials finites les entrades de les quals són de la forma {\displaystyle (n,\alpha )}, amb {\displaystyle n<\omega } i {\displaystyle \alpha <\omega _{2}}, i les sortides dels quals són {\displaystyle 0} o {\displaystyle 1}, un aconsegueix {\displaystyle \omega _{2}} nous subconjunts de {\displaystyle \omega }. Tots ells diferents, per un argument de densitat: donades {\displaystyle \alpha <\beta <\omega _{2}}, defineix
{\displaystyle D_{\alpha ,\beta }=\{p\mid (\exists n)(p(n,\alpha )\neq p(n,\beta ))\},}
aleshores tot {\displaystyle D_{\alpha ,\beta }} és dens i, per tant, l'existència de condicions {\displaystyle p\in G\cap D_{\alpha ,\beta }} prova que el nou conjunt {\displaystyle \alpha }-èssim no està d'acord en algun lloc amb el {\displaystyle \beta }-èssim conjunt nou.
Això encara no demostra la consistència de la negació de la hipòtesi del continu. Cal demostrar que no s'han introduït noves funcions surjectives entre {\displaystyle \omega } i {\displaystyle \omega _{1}}, o {\displaystyle \omega _{1}} i {\displaystyle \omega _{2}}. Per exemple, si es considera en canvi {\displaystyle \operatorname {Fin} (\omega ,\omega _{1})}, el conjunt de funcions parcials finites de {\displaystyle \omega } a {\displaystyle \omega _{1}}, el primer ordinal no numerable, ordenat amb la inclusió inversa, llavors en {\displaystyle V[G]} hi ha una bijecció entre {\displaystyle \omega } i {\displaystyle \omega _{1}}. En altres paraules, {\displaystyle \omega _{1}} s'ha col·lapsat i, a l'extensió de forcing, és un ordinal numerable.
L'últim pas per demostrar la independència de la hipòtesi del continu, doncs, és demostrar que el forcing de Cohen no col·lapsa cardinals. Per a garantir això, una propietat combinatòria suficient és que totes les anticadenes de la noció de forcing siguin numerables.

## La condició de cadena numerable
Una anticadena {\displaystyle A} de {\displaystyle \mathbb {P} } és un subconjunt tal que si {\displaystyle p,q\in A} i {\displaystyle p\neq q}, llavors {\displaystyle p} i {\displaystyle q} són incompatibles (escrit {\displaystyle p\perp q}), és a dir, no hi ha cap {\displaystyle r} en {\displaystyle \mathbb {P} } tal que {\displaystyle r\leq p} i {\displaystyle r\leq q}. A l'exemple dels conjunts de Borel, la incompatibilitat es tradueix en que {\displaystyle p\cap q} té mesura zero. En l'exemple de funcions parcials finites, la incompatibilitat significa que {\displaystyle p\cup q} no és una funció, és a dir, {\displaystyle p} i {\displaystyle q} assignen valors diferents a alguna entrada comuna del seu domini.
{\displaystyle \mathbb {P} } satisfà la condició de cadena numerable (c.c.c., pel seu nom en anglès "countable chain condition") si i només si totes les anticadenes de {\displaystyle \mathbb {P} } són numerables. (El nom, que és òbviament inadequat, és un residu de la terminologia antiga. Alguns matemàtics escriuen "c.a.c." per a "condició d'anticadena numerable".)
És fàcil veure que {\displaystyle \operatorname {Bor} (I)} satisfà la c.c.c. perquè les mesures sumen com a màxim {\displaystyle 1}. També {\displaystyle \operatorname {Fin} (E,2)} satisfà la c.c.c., però la prova és més difícil.
La importància de les anticadenes en el forcing és que, per a la majoria de fins, els conjunts densos i les anticadenes maximals són equivalents. Una anticadena maximal {\displaystyle A} és aquella que no es pot estendre a una anticadena més gran. Això vol dir que cada element {\displaystyle p\in \mathbb {P} } és compatible amb algun membre de {\displaystyle A}. L'existència d'una anticadena maximal se segueix del Lema de Zorn. Donada una anticadena maximal {\displaystyle A}, definim
{\displaystyle D=\left\{p\in \mathbb {P} \mid (\exists q\in A)(p\leq q)\right\}.}
Aleshores {\displaystyle D} és dens, i {\displaystyle G\cap D\neq \varnothing } si i només si {\displaystyle G\cap A\neq \varnothing }. D'altra banda, donat un conjunt dens {\displaystyle D}, el lema de Zorn mostra que existeix una anticadena maximal {\displaystyle A\subseteq D}, i aleshores {\displaystyle G\cap D\neq \varnothing } si i només si {\displaystyle G\cap A\neq \varnothing } .
Suposem que {\displaystyle \mathbb {P} } satisfà la c.c.c. Donades {\displaystyle x,y\in V}, amb {\displaystyle f:x\to y} una funció en {\displaystyle V[G]}, es pot aproximar {\displaystyle f} dins {\displaystyle V} de la manera següent. Sigui {\displaystyle u} un nom per a {\displaystyle f} (segons la definició de {\displaystyle V[G]}) i sigui {\displaystyle p} una condició que força {\displaystyle u} a ser una funció de {\displaystyle x} a {\displaystyle y}. Definim una funció {\displaystyle F:x\to {\mathcal {P}}(y)} com
{\displaystyle F(a){\stackrel {\text{df}}{=}}\left\{b\left|(\exists q\in \mathbb {P} )\left[(q\leq p)\land \left(q\Vdash ~u\left({\check {a}}\right)={\check {b}}\right)\right]\right\}.\right.}
Per la definibilitat del forcing, aquesta definició té sentit dins de {\displaystyle V}. Per la coherència del forcing, una {\displaystyle b} diferent prové d'una condició {\displaystyle p} incompatible. Com que {\displaystyle \mathbb {P} } satisfà la c.c.c., {\displaystyle F(a)} és numerable.
En resum, {\displaystyle f} és desconeguda en {\displaystyle V} ja que depèn de {\displaystyle G}, però no és del tot desconeguda per a un forcing amb la c.c.c. Es pot identificar un conjunt numerable d'estimacions sobre el valor de {\displaystyle f} a cada entrada, independentment de {\displaystyle G} .
Això té la següent important conseqüència. Si en {\displaystyle V[G]}, {\displaystyle f:\alpha \to \beta } és una surjecció d'un ordinal infinit a un altre, llavors hi ha una surjecció {\displaystyle g:\omega \times \alpha \to \beta } en {\displaystyle V}, i en conseqüència, una surjecció {\displaystyle h:\alpha \to \beta } en {\displaystyle V}. En particular, els cardinals no poden col·lapsar-se. La conclusió és que {\displaystyle 2^{\aleph _{0}}\geq \aleph _{2}} en {\displaystyle V[G]}.

## Forcing d'Easton
El valor exacte del continu en el model de Cohen anterior, i variants com {\displaystyle \operatorname {Fin} (\omega \times \kappa ,2)} per a cardinals {\displaystyle \kappa } arbitraris, va ser estudiat per Robert M. Solovay, que també va estudiar com violar {\displaystyle {\mathsf {GCH}}} (la hipòtesi del continu generalitzada), restringida a cardinals regulars, un nombre finit de vegades. Per exemple, en el model de Cohen anterior, si {\displaystyle {\mathsf {CH}}} es compleix en {\displaystyle V}, llavors tenim {\displaystyle 2^{\aleph _{0}}=\aleph _{2}} en {\displaystyle V[G]} .
William B. Easton va ser capaç d'obtenir negacions de {\displaystyle {\mathsf {GCH}}} en una classe pròpia de cardinals regulars, demostrant així que les restriccions conegudes en l'operació d'exponenciació cardinal en cardinals regulars (monotonia, teorema de Cantor i teorema de König), eren les úniques restriccions demostrables en {\displaystyle {\mathsf {ZFC}}} (vegeu el teorema d'Easton).
El treball d'Easton va ser notable perquè implicava forçar amb una classe pròpia de condicions. En general, el mètode de forcing amb una classe pròpia de condicions no resulta en un model de {\displaystyle {\mathsf {ZFC}}}. Per exemple, forçar amb {\displaystyle \operatorname {Fin} (\omega \times \mathbf {On} ,2)}, on {\displaystyle \mathbf {On} } és la classe pròpia de tots els ordinals, fa que el continu sigui una classe pròpia. D'altra banda, forçant amb {\displaystyle \operatorname {Fin} (\omega ,\mathbf {On} )} s'introdueix una enumeració numerable dels ordinals. En ambdós casos, clarament, el resultat {\displaystyle V[G]} no és un model {\displaystyle {\mathsf {ZFC}}} .
En teoria de forcing, normalment busquem demostrar que alguna sentència és consistent amb {\displaystyle {\mathsf {ZFC}}} (o bé. alguna extensió de {\displaystyle {\mathsf {ZFC}}}). Una manera d'interpretar l'argument és assumir que {\displaystyle {\mathsf {ZFC}}} és consistent i llavors demostrar que {\displaystyle {\mathsf {ZFC}}} juntament amb la nova sentència també ho és.

## Reals aleatoris
El forcing aleatori es pot definir com el forcing sobre el conjunt {\displaystyle P} de tots els subconjunts compactes de {\displaystyle [0,1]} de mesura positiva ordenats per la relació {\displaystyle \subseteq } (el conjunt més petit en el context de la inclusió és el conjunt més petit en l'ordre de la noció de forcing i representa la condició amb més informació). Hi ha dos tipus de conjunts densos importants:
1. Per a qualsevol nombre enter positiu {\displaystyle n} el conjunt {\displaystyle D_{n}=\left\{p\in P:\operatorname {diam} (p)<{\frac {1}{n}}\right\}} és dens, on {\displaystyle \operatorname {diam} (p)} és el diàmetre del conjunt {\displaystyle p}.
2. Per a qualsevol subconjunt de Borel {\displaystyle B\subseteq [0,1]} de mesura 1, el conjunt {\displaystyle D_{B}=\{p\in P:p\subseteq B\}} és dens.

Per a qualsevol filtre {\displaystyle G} i per a qualsevol quantitat finita d'elements {\displaystyle p_{1},\ldots ,p_{n}\in G} hi ha {\displaystyle q\in G} tal que {\displaystyle q\leq p_{1},\ldots ,p_{n}}. En el cas d'aquest ordre, això significa que qualsevol filtre és un conjunt de conjunts compactes amb la propietat d'intersecció finita. Per aquest motiu, la intersecció de tots els elements de qualsevol filtre no és buida. Si {\displaystyle G} és un filtre que talla el conjunt dens {\displaystyle D_{n}} per a qualsevol nombre enter positiu {\displaystyle n}, llavors el filtre {\displaystyle G} conté condicions de diàmetre positiu arbitràriament petit. Per tant, la intersecció de totes les condicions de {\displaystyle G} té diàmetre 0. Però els únics conjunts no buits de diàmetre 0 són els singletons. Per tant, hi ha exactament un nombre real {\displaystyle r_{G}} tal que {\displaystyle r_{G}\in \bigcap G} . A aquest nombre real se l'anomena real aleatori.
Sigui {\displaystyle B\subseteq [0,1]} un conjunt de Borel qualsevol de mesura 1. Si {\displaystyle G} talla {\displaystyle D_{B}}, llavors {\displaystyle r_{G}\in B}.
A priori, donat un model transitiu numerable {\displaystyle V} i donada una condició {\displaystyle p\in P} tals que {\displaystyle V\models }"{\displaystyle p} és compacte", podria passar que des del punt de vista d'un univers {\displaystyle U\supset V} més gran, {\displaystyle p} fos no compacte i, per tant, que la intersecció de totes les condicions del filtre genèric {\displaystyle G} fos buida. Per evitar aquest problema, considerem el conjunt {\displaystyle C} de totes les condicions que pertanyen a {\displaystyle G} i que són tancades (topològicament). Com que {\displaystyle C} és un conjunt de conjunts compactes, la propietat de la intersecció finita implica que {\displaystyle \bigcap C} és no buida. D'altra banda, com que qualsevol parell d'elements de {\displaystyle C} es poden separar utilitzant conjunts disjunts tancats i de mesura positiva, si {\displaystyle p} i {\displaystyle q} pertanyen a {\displaystyle \bigcap C}, llavors {\displaystyle p=q}. Per tant, existeix un únic real {\displaystyle r_{G}} que pertany a tots els membres de {\displaystyle C}.

Tot conjunt de Borel es pot construir, de manera no única, partint dels intervals oberts amb extrems racionals i aplicant les operacions de complement i unions numerables, una quantitat numerable de vegades. El registre d'aquesta construcció s'anomena codi de Borel. Donat un conjunt de Borel {\displaystyle B} en {\displaystyle V} i el seu codi de Borel corresponent, si s'aplica la mateixa seqüència de construcció en {\displaystyle V[G]}, obtenint un conjunt Borel {\displaystyle B^{*}}, es pot demostrar que s'obté exactament el mateix conjunt {\displaystyle B^{*}} independentment del codi de {\displaystyle B}. A més {\displaystyle B^{*}} conserva les propietats bàsiques de {\displaystyle B}. Per exemple, si {\displaystyle B\subseteq C}, llavors {\displaystyle B^{*}\subseteq C^{*}}. Si {\displaystyle B} té mesura zero, llavors {\displaystyle B^{*}} també té mesura zero. La funció que envia cada conjunt de Borel {\displaystyle B} a {\displaystyle B^{*}} és injectiva.
Donat un nombre real aleatori {\displaystyle r}, per a qualsevol conjunt {\displaystyle B\subseteq [0,1]} tal que {\displaystyle B\in V} i {\displaystyle V\models } "{\displaystyle B} és un conjunt de Borel de mesura 1", es compleix que {\displaystyle r\in B^{*}}. Utilitzant això es pot demostrar que {\displaystyle G=\left\{B\in V:V[G]\models r\in B^{*}\right\}}.

## Models de valors booleans
Potser de manera més clara, el mètode del forcing es pot explicar en termes de models de valors booleans. En aquests models, en lloc d'un valor vertader/fals, a cada enunciat se li assigna un element d'una àlgebra booleana completa sense àtoms, que correspon a un valor de veritat. A continuació, s'escull un ultrafiltre en aquesta àlgebra booleana, que assigna valors vertader/fals als enunciats de la nostra teoria. La qüestió és que la teoria resultant té un model que conté aquest ultrafiltre, que es pot entendre com un nou model obtingut estenent l'antic amb aquest ultrafiltre. Si escollim un model amb valors booleans d'una manera adequada, podem obtenir un model que tingui la propietat desitjada. En ell, només els enunciats que han de ser certs ("forçats" a ser certs) seran certs, en cert sentit (ja que té aquesta propietat d'extensió/minimalitat).

## Explicació meta-matemàtica
En un moment, es va pensar que un forcing més sofisticat també permetria una variació arbitrària de les potències dels cardinals singulars. Tanmateix, aquest ha resultat ser un problema molt difícil, subtil i fins i tot sorprenent, amb diverses restriccions demostrables en {\displaystyle {\mathsf {ZFC}}} i amb els models de forcing depenent de la consistència de diversos cardinals grans. Encara queden molts problemes oberts en aquesta àrea.
Per evitar aquest problema, una tècnica estàndard és considerar un model transitiu estàndard {\displaystyle M} d'un subconjunt finit arbitrari de {\displaystyle {\mathsf {ZFC}}} (qualsevol axiomatització de {\displaystyle {\mathsf {ZFC}}} té almenys un esquema d'axiomes, i per tant un nombre infinit d'axiomes), l'existència dels quals està garantida pel principi de reflexió. Com que l'objectiu d'un argument de forcing és demostrar resultats de consistència, això és suficient, ja que qualsevol inconsistència en una teoria s'ha de manifestar amb una derivació de longitud finita i, per tant, només implica un nombre finit d'axiomes.

## Explicació lògica
Pel Segon Teorema d'Incompletesa de Gödel, no es pot demostrar la consistència de cap teoria formal prou forta, com ara {\displaystyle {\mathsf {ZFC}}}, utilitzant només els axiomes de la pròpia teoria, tret que la teoria sigui inconsistent. En conseqüència, els matemàtics no intenten demostrar la consistència de {\displaystyle {\mathsf {ZFC}}} utilitzant només els axiomes de {\displaystyle {\mathsf {ZFC}}}, o demostrar que {\displaystyle {\mathsf {ZFC}}+H} és consistent per a qualsevol hipòtesi {\displaystyle H} utilitzant només {\displaystyle {\mathsf {ZFC}}+H}. L'objectiu és demostrar la consistència de {\displaystyle {\mathsf {ZFC}}+H} relativa a la consistència de {\displaystyle {\mathsf {ZFC}}}. En símbols:
| {\displaystyle {\mathsf {ZFC}}\vdash \operatorname {Con} ({\mathsf {ZFC}})\rightarrow \operatorname {Con} ({\mathsf {ZFC}}+H).} | \| \| \| \| \| \| \| \| | (⁎) |
| |                         |     |
| |                         |     |

Aquests tipus de problemes es coneixen com a problemes de consistència relativa. A continuació es mostra l'esquema general de les proves de consistència relativa. Com que qualsevol demostració és finita, utilitza només un nombre finit d'axiomes:
{\displaystyle {\mathsf {ZFC}}+\lnot \operatorname {Con} ({\mathsf {ZFC}}+H)\vdash (\exists T)(\operatorname {Fin} (T)\land T\subseteq {\mathsf {ZFC}}\land (T\vdash \lnot H)).}
Per a qualsevol demostració donada, {\displaystyle {\mathsf {ZFC}}} pot comprovar la validesa d'aquesta demostració. Això es pot provar per inducció sobre la longitud de la demostració.
{\displaystyle {\mathsf {ZFC}}\vdash (\forall T)((T\vdash \lnot H)\rightarrow ({\mathsf {ZFC}}\vdash (T\vdash \lnot H))).}
Aleshores
{\displaystyle {\mathsf {ZFC}}+\lnot \operatorname {Con} ({\mathsf {ZFC}}+H)\vdash (\exists T)(\operatorname {Fin} (T)\land T\subseteq {\mathsf {ZFC}}\land ({\mathsf {ZFC}}\vdash (T\vdash \lnot H))).}
Demostrant el següent
| {\displaystyle {\mathsf {ZFC}}\vdash (\forall T)(\operatorname {Fin} (T)\land T\subseteq {\mathsf {ZFC}}\rightarrow ({\mathsf {ZFC}}\vdash \operatorname {Con} (T+H))),} | \| \| \| \| \| \| \| \| | (⁎⁎) |
| |                         |      |
| |                         |      |

es pot concloure que
{\displaystyle {\mathsf {ZFC}}+\lnot \operatorname {Con} ({\mathsf {ZFC}}+H)\vdash (\exists T)(\operatorname {Fin} (T)\land T\subseteq {\mathsf {ZFC}}\land ({\mathsf {ZFC}}\vdash (T\vdash \lnot H))\land ({\mathsf {ZFC}}\vdash \operatorname {Con} (T+H))),}
que és equivalent a
{\displaystyle {\mathsf {ZFC}}+\lnot \operatorname {Con} ({\mathsf {ZFC}}+H)\vdash \lnot \operatorname {Con} ({\mathsf {ZFC}}),}
que dóna {\displaystyle (*)}. El nucli de la prova de consistència relativa és la demostració de {\displaystyle (**)}. Una demostració en {\displaystyle {\mathsf {ZFC}}} de {\displaystyle \operatorname {Con} (T+H)} es pot construir per a qualsevol subconjunt finit {\displaystyle T} dels axiomes de {\displaystyle {\mathsf {ZFC}}}.
En {\displaystyle {\mathsf {ZFC}}} és demostrable que per a qualsevol condició {\displaystyle p}, el conjunt de fórmules (avaluades per noms) forçades per {\displaystyle p} està tancat deductivament. A més, per a qualsevol axioma de {\displaystyle {\mathsf {ZFC}}}, la teoria {\displaystyle {\mathsf {ZFC}}} demostra que aquest axioma està forçat per {\displaystyle \mathbf {1} }, l'element màxim de la noció de forcing. Per tant, n'hi ha prou amb demostrar que hi ha almenys una condició que força {\displaystyle H}.
En el cas del forcing amb valors booleans, el procediment és similar: demostrar que el valor booleà de {\displaystyle H} no és {\displaystyle \mathbf {0} } .